# Доменико Ачеренца
Доменико Ачеренца (итал. Domenico Acerenza; Потенца, 19. јануар 1995) италијански је пливач чија специјалност су  трке слободним стилом на дужим дистанцама, како у базенима тако и на отвореним водама. 

## Спортска каријера
На међународним пливачким такмичењима је дебитовао као јуниор, а прво велико такмичење на коме је наступио је било европско јуниорско првенњство у Познању 2013. године. На сениорским такмичењима највишег ранга је дебитовао тек 4 године касније, на Универзијади у Тајпеју 2017. где је успео да се пласира у финале трке на 1500 метара слободним стилом (заузео осмо место). У децембру исте године пливао је по први пут на Европском првенству у малим базенима у Копенхагену, а десето место које је испливао у квалификацијама трке на 1500 слободно није му било довољно да би се пласирао у финале. 
Први значајнији резултат у каријери постигао је на Медитеранским играма у Тарагони 2018, где је освојио две сребрне медаље у тркама на 400 и 1500 метара слободним стилом. Нешто више од месец дана касније по први пут је наступио на Првенству Европе у великим базенима у Глазгову, где је успео да се пласира у финалне трке на 800 и 1500 метара. Потом је у децембру месецу по први пут наступио и на Светском првенству у малим базенима које је одржано у Хангџоуу (10. место у квалификацијама на 1500 слободно). 
На светским првенствима у великим базенима је дебитовао у корејском Квангџуу 2019. где се такмичио у три дисицплине. У трци на 1500 слободно заузео је високо шесто место у финалу, а уједно је то био и његов једини наступ у базену. Такмичио се још у тркама на отвореним водама на 5 километара (пето место) и у мешовитој екипној трци у којој је освојио сребрну медаљу. Екипну трку је Ачеренца пливао заједно са Ракелом Бруни, Ђулијом Габријелески и Грегоријем Палтринијеријем. 
Такмичио се и на Европском првенству у малим базенима у Глазгову 2019, где је заузео осмо место у финалу трке на 1500 слободно.